# Temesremete

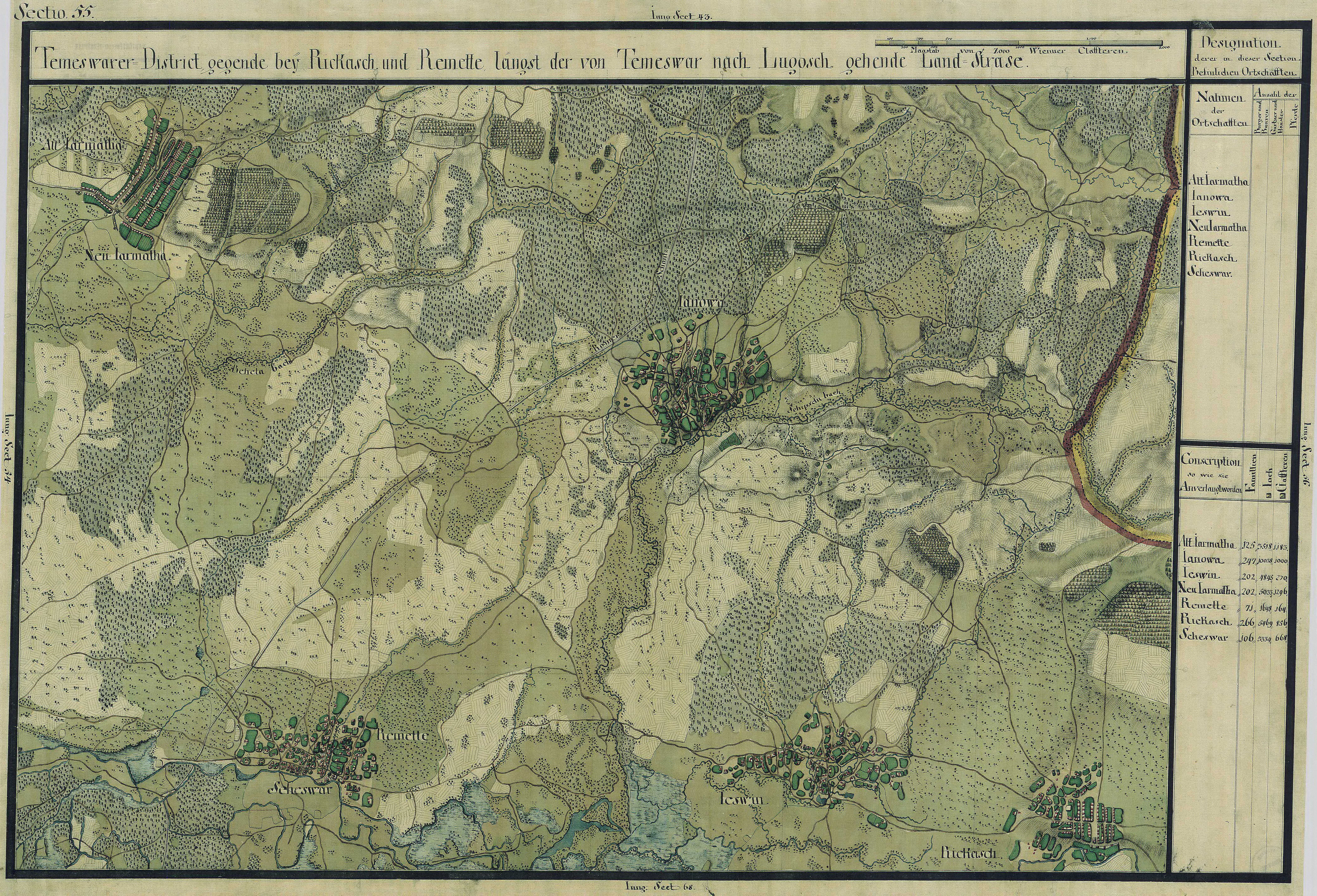
Temesremete egy régi katonai térképen

Temesremete (románul: Remetea Mare) település Romániában, a Bánságban, Temes megyében.

## Fekvése
Temesvártól északkeletre, Őszény, Bükkfalva és Győröd közt fekvő település.

## Története
Nevét 1333-ban Remete néven említették először az oklevelekben. 1476-ban Remethe, 1723-1725 között Remetea, 1808-ban Remete, 1913-ban Temesremete néven írták.
Remetét 1476-ban Dóczi László vette zálogba. Remete az 1723-1725. évi gróf Mercy-féle térképen is szerepel Remeta néven, majd az 1761. évi térképen két ilyen nevű pusztát is feltüntettek a mai Temesremete helyén. 1781-ben, amikor a délmagyarországi kincstári birtokokat elárverezték, Remetei Kőszeghy János, Egyed János és Mesterházy János vették meg. 1806-ban az egész nemesi birtok Losonczi Gyürky Istváné lett. 1838-ban Gyürky Pál és örökösödés útján báró Ambrózy Lajos voltak birtokosai.
1910-ben 1391 lakosából 1094 román, 196 magyar, 95 német,  volt. Ebből 1099 görögkeleti ortodox, 253 római katolikus, 20 görögkatolikus volt.
A trianoni békeszerződés előtt Temes vármegye Központi járásához tartozott.
Temesremete és Bükkfalva között helyezkedett el Sásvár középkori település, amely a török hódoltság alatt elpusztult.

## Nevezetességek
- Régészeti lelőhely a falutól délkeletre 1 kilométerre a „Gomila lui Gabor” nevű helyen, La Tène-kori, Hallstatt-kori és kora középkori települések maradványaival. A romániai műemlékek jegyzékében a TM-I-s-B-06078 sorszámon szerepel.
- 12–16. századi kolostor romjai a falutól délnyugatra 500 méterre (TM-I-s-B-06079).
- Ambrózy-kúria:  Báró Ambrózy Lajos 1820-ban építtette. 1848-ban, a temesvári csata alatt, a kastély kórházul szolgált. (TM-II-m-A-06276)
- Görög keleti templom 1911-ben épült.